# Crioceris quatuordecimpunctata
Crioceris quatuordecimpunctata es un coleóptero de la familia Chrysomelidae. Fue descrita científicamente en 1763 por Scopoli.